# 먼 바다에서 온 COO
먼 바다에서 온 COO(遠い海から来たCOO, とおい うみから きたクー)는 다미오 카게야마에 의해 쓰여진 일본의 소설이다. 나오키 산주고 상에서 1988년 수상했었다. 후에 애니메이션 영화로도 제작되었고, 1993년 개봉되었다.

## 등장인물
- 유스케
- 쿠(Coo)